# オクジャワ (小惑星)
オクジャワ (3149 Okudzhava) は小惑星帯の小惑星である。チェコのクレチ天文台 (Hvězdárna Kleť) のズデニカ・ヴァーヴロヴァー (Zdeňka Vávrová) が発見した。
ソ連・ロシアの詩人、歌手（シンガーソングライター）、小説家のブラート・オクジャワから命名された。